# Валтер Хазенклевер (награда)
Литературната награда „Валтер Хазенклевер“ (на немски: Walter-Hasenclever-Literaturpreis) е учредена през 1996 г. от Дружеството Валтер Хазенклевер, от Немския литературен архив в Марбах, от родния град на писателя Аахен и от други спонсори за възпоменание на Валтер Хазенклевер.
Отличието се присъжда на всеки две години и е в размер на 20 000 €.

## Носители на наградата (подбор)
- Елфриде Йелинек (1994)
- Петер Рюмкорф (1996)
- Джордж Табори (1998)
- Оскар Пастиор (2000)
- Марлене Щреерувиц (2002)
- Фридрих Кристиан Делиус (2004)
- Херта Мюлер (2006)
- Кристоф Хайн (2008)
- Ралф Ротман (2010)
- Михаел Кьолмайер (2014)
- Джени Ерпенбек (2016)
- Роберт Менасе (2018)